# 춘천국제연극제
춘천연극제는 강원특별자치도 춘천시에서 개최하는 연극 관련 축제
이다.